# Buriel
Buriel es el color entre rojo y leonado. Un paño buriel era un paño pardo rojizo, que se usaba, según Sebastián de Covarrubias, por los labradores en días de fiesta y lutos. 
El nombre buriel viene del latino burrus, rojo, que procede del griego púrros. En las Constituciones dadas al colegio de Santo Tomás de Villanueva de Valencia por el arzobispo don Martín de Ayala en 1565, se dispone que los colegiales vistan del paño qui vulgo dicitur buriel de Aragón. 
Buriel sin tundir es este paño con pelo o sin afinar.